# يوهان فان بيتهوفن
يوهان فان بيتهوفن (بالألمانية: Johann van Beethoven) (1739 - 18 ديسمبر 1792) هوَ مؤلّفٌ موسيقيّ وعازِفٌ ومُدرّس ومُغنّي ألماني، وكانَ رئيس أساقِفة كولونيا في بون. وقد عُرِفَ بكونِه والِد الموسيقيّ المعروف لودفيج فان بيتهوفن.

## حياتُه
يوهان فان بيتهوفِن هوَ ابن لودفيج فان بيتهوفِن 1712-1773 (الذي سُمّي بيتهوفِن الشهير على اسمه) وماريا جوزيف بول. وهوَ موسيقيٌ أيضاً من ميشيلن التي كانَت تَتبَعُ الأراضي المنخفضة الجنوبية (الآن هيَ تَقَعُ في بلجيكا)، وظلّ يعزِفُ العديدِ من المُناسبات في مدينَة ميشلين وما حولَها إلى حينِ انتقالِه إلى بون في العِشرينيّات من عُمرِه عام 1733، حيثُ شَغلَ هُناك منصِب موسيقيّ عندَ الأمير الناخِب حينَها، ورُقّيَ فيما بعد عام 1761. وقد ظَهرت موهبةُ يوهان وانضمّ إلى الفرقة مع والِده كمُغنّي عام 1764، بالإضافَة إلى أنّه شارَك في عزف الكمان والقانون والهاربسكورد والكلافيكورد.
على الأغلب قابَل يوهان زوجَته المُستقبليّة ماريا ماغدالينا كيفريش (1746–1787) في قلعة إيهرايشن. وكانَ والِدها مدير مكتب رئيس أساقفة ترير. وقد تزوّجا في 12 نوفمبر 1767 وكانَت حينَها في التاسِعة عشر من عُمرِها، وعُقِدَ القران في كنيسة القدّيس ريجوس الكاثولوكيّة في مدينة بون. وقد أنجبا طِفلهما الأوّل في أبريل 1769 ولكنّه تُوفّي بعدَ عدّة أيّام. وفي 16 ديسمبر 1770، أنجَبا الطِفل الثاني وقد سمّوه لودفيج فان بيتهوفن على اسمِ جدّه. وقد أنجبا عِدّة أطفالٍ بعدَ ذلك، ولكن لم يَنجو مِنهم سوى كارل (1774–1815) ويوهان (1776–1848).
لاحَظ يوهان موهِبته ابنِه لودفيج في الموسيقى فبدأ بتدريسِه، وكانَ عنيفاً جدّاً أثناء تعليمِه. وكانَ أيضاً مُدمناً على الكحول خاصَة بعدَ وفاة زوجَته، وكان لودفيج هوَ من يعولُ أسرته بسبب إدمانِ أبيه. وقد حصل لودفيج على حُكمٍ من المحكمة تخوّله بإعطاء نِصف أموالِه فقط لأسرته بعدما كانت جميعُها تذهب للأسرة. وقد توفّي يوهان في 1792، وبعدها بفترة انتقل لودفيج إلى فيينا لدراسة الموسيقى مع جوزيف هايدن.

## الأحفاد
ابن يوهان الشهير لودفيج لم يَتزوّج ولم يُنجِب أبداً، أمّا ابنَه الآخر كارل فقد تزوّج وأنجبَ أطفالاً. ومع ذلك فليسَ هُناكَ في يومنا هذا أحدٌ يحمِلُ اسم بيتهوفِن، فقد توفّي آخرُ سليلٍ للعائِلة عام 1917 وكانَ يُدعى كارل يوليوس ماريا فان بيتهوفن.